# ルイス・プライス
ルイス・ピーター・プライス（Lewis Peter Price, 1984年7月19日 - ）は、イングランド・ボーンマス出身の元ウェールズ代表サッカー選手。現役時代のポジションはGK。

## 経歴
イングランド出身のサッカー選手ではあるが、ウェールズ国籍を有しており、U19、U21のウェールズ代表経験を持つ。2005年にはフル代表デビューも飾っている。（2005年8月15日、スロベニア戦）
2008-2009シーズンには、FL1所属のミルトン・キーンズ・ドンズに2008年10月27日から1ヶ月の間ローン移籍していた。2009-2010シーズン開幕前の2009年2月からはカンファレンス所属のルートン・タウンFCと、7月に入り、3部所属のブレントフォードFCにそれぞれローン移籍している。

## 所属クラブ
- イプスウィッチ・タウンFC 2003 - 2007

→  ケンブリッジ・ユナイテッドFC 2004 （ローン移籍）
- ダービー・カウンティFC 2007 - 1010

→  ミルトン・キーンズ・ドンズFC 2008（ローン移籍）
→  ルートン・タウンFC 2009.2.2 - 2009.7 （ローン移籍）
→  ブレントフォードFC 2009.7.8 - （ローン移籍）
- クリスタル・パレスFC 2010 - 2015

→  マンスフィールド・タウンFC 2014（ローン移籍）
→  クローリー・タウンFC 2014 - 2015（ローン移籍）
- シェフィールド・ウェンズデイFC 2015-2016
- ロザラム・ユナイテッドFC 2016-2020

## 代表歴
- U-19ウェールズ代表 2002 - 2003

3試合出場
- U-21ウェールズ代表 2004 - 2006

10試合出場
- ウェールズ代表 2005 - 2012

11試合出場